# Entertainment Weekly
Entertainment Weekly (скорочено EW) — американський щотижневий журнал, що публікується видавничим домом Time Inc., філією компанії Time Warner, з 16 лютого 1990 року. Розповідає переважно про фільми, телевізійні серіали, мюзикли на Бродвеї, книги та інші об'єкти масової культури. На відміну від більшості подібних видань журнал не фокусується на особистому житті знаменитостей, надаючи читачеві насамперед новини про останні релізах та професійно виконані рецензії. Тематично схожий з такими тижневиками як Variety і The Hollywood Reporter, проте менш спеціалізований, охоплюючи більш широку аудиторію.

## Історія
Створений в 1990 році нью-йоркським журналістом Джеффом Джарвісом, як передовий оглядач світової поп-культури. На обкладинці першого номера була зображена канадська кантрі-виконавиця Кетрін Дон Ланг, аж до середини 1992 року заголовне слово «Entertainment» писалося з маленької літери. Вже в 2003 році тираж перевищив 1,7 млн копій на тиждень, у березні 2006 року оригінальний дизайн повністю був змінений, ставши більш сучасним. Журнал розсилається по поштовій підписці, крім того, діє офіційний сайт, керований Сінді Стіверс, де регулярно викладаються новини, цікаві відеоролики, фотографії. Присутній архів зі старими статтями та інтерв'ю, відомі автори ведуть особисті блоги та колонки.
Щорічно журналом вручається премія Ewwy Award, нагорода найкращим телевізійним серіалам різних жанрів та напрямків.